# Liste der DOCG- und DOC-Weine in Piemont
Diese Liste der DOC- und DOCG-Weine in Piemont umfasst 19 DOCG- und 39 DOC-Weine im italienischen Weinanbaugebiet Piemont. Sie werden nach den gesetzlichen Vorgaben der Denominazione di origine controllata (DOC) bzw. der Denominazione di Origine Controllata e Garantita (DOCG) hergestellt. Im Piemont werden die vier Großregionen unterschieden, die in kleinere Einheiten unterteilt sind. Zum Teil überlappen sich diese. Bestimmt werden die Grenzen der Gebiete sowohl durch Gemeindegrenzen, die Höhenlage oder auch durch die Beschaffenheit des Bodens oder den Einfluss des Klimas.
| Name                                                             | Kl   | Gebiet     | Farbe       | Fläche in ha | Produktion in hl | Ertrag hl/ha | Gründung        | Sortenspiegel | Reifung, Einzelnachweis                                                        |
| ---------------------------------------------------------------- | ---- | ---------- | ----------- | ------------ | ---------------- | ------------ | --------------- | --- | ------------------------------------------------------------------------------ |
| Piemonte                                                         | DOC  |            | r rs w SW   | 3169         | 255.500          | 80,6         | 1994            | Albarossa, Barbera, Bonarda, Brachetto, Cabernet Franc, Cabernet Sauvignon, Carmenère, Croatina, Dolcetto, Freisa, Grignolino, Merlot, Nebbiolo, Pinot Nero, Syrah – Bussanello, Chardonnay, Cortese, Erbaluce, Favorita, Moscato, Pinot Bianco, Pinot Grigio, Riesling, Sauvignon Blanc, Viognier, Welschriesling (Riesling Italico) | [ 1 ]                                                                          |
| Barbera d’Asti                                                   | DOCG | Asti       | r           | 3545         | 167.000          | 47,1         | 2008 (1970 DOC) | darin Nizza DOCG – 90 % Barbera | mind. 4 Mon., Superiore 14 Mon., davon 6 Mon. im Fass                          |
| Asti – auch Asti Spumante                                        | DOCG | Asti       | w Sw Dw     | 1500         | 76.500           | 51,0         | 1993 (1967 DOC) | Schaumwein: 97% Moscato, Rot: Barbera | 9 Mon.                                                                         |
| Brachetto d’Acqui                                                | DOCG | Asti       | r rs        | 415          | 21.900           | 52,8         | 1996 (1969 DOC) | 97% Brachetto | 9 Mon.                                                                         |
| Ruchè di Castagnole Monferrato                                   | DOCG | Asti       | r           | 204          | 8250             | 40,4         | 2010 (1987 DOC) | mind. 90% Ruchè, 10% Barbera und/oder Brachetto | [ 5 ]                                                                          |
| Terre Alfieri                                                    | DOCG | Asti       | r w Sw (w)  | 49           | 1710             | 34,9         | 2020 (2009 DOC) | mind. 85% Nebbiolo, auch Avanà, Barbera, Dolcetto und Neretta Cuneese, w. 85% Arneis | Reifung 4 Mon.                                                                 |
| Albugnano                                                        | DOC  | Asti       | r rs        | 18           | 520              | 28,9         | 1997            | Nebbiolo (mind. 85%), Barbera (15–30%), Bonarda/Freisa (max. 15%); 12 Mon, 6 Mon. Fass | [ 7 ]                                                                          |
| Calosso                                                          | DOC  | Asti       | r           | 9            | 140              | 15,6         | 2011            | 90% Gamba Rossa | 20 Mon.                                                                        |
| Cisterna d’Asti                                                  | DOC  | Asti       | r           | 6            | 220              | 36,7         | 2002            | 80% Croatina | [ 9 ]                                                                          |
| Dolcetto d’Asti                                                  | DOC  | Asti       | r           | 113          | 4140             | 36,6         | 1974            | 100% Dolcetto | 12 Mon.                                                                        |
| Freisa d’Asti                                                    | DOC  | Asti       | r Sw (r)    | 171          | 4850             | 28,4         | 1972            | 90% Freisa | [ 11 ]                                                                         |
| Grignolino d’Asti                                                | DOC  | Asti       | r           | 232          | 9420             | 40,6         | 1973            | mind. 90% Grignolino, 10% Freisa | [ 12 ]                                                                         |
| Loazzolo                                                         | DOC  | Asti       | w           | 1            | 30               | 30,0         | 1992            | 100% Moscato Bianco | mind. 2 J., davon 6 Mon. im Fass                                               |
| Malvasia di Casorzo d’Asti oder Malvasia di Casorzo oder Casorzo | DOC  | Asti       | r Sw (r)    | 51           | 3530             | 69,2         | 1973            | 85% Malvasia Nera (Schierano oder Nera Lunga), 15% Freisa | [ 14 ]                                                                         |
| Malvasia di Castelnuovo Don Bosco                                | DOC  | Asti       | r Sw (r) rs | 59           | 2640             | 44,7         | 1968            | 90% Malvasia Nera | [ 15 ]                                                                         |
| Langhe                                                           | DOC  | Langhe     | w rs        | 1743         | 123.300          | 70,7         | 1994            | Arneis, Chardonnay, Favorita, Nascetta, Riesling, Rossese Bianco, Sauvignon Blanc – Barbera, Cabernet Sauvignon, Dolcetto, Freisa, Merlot, Nebbiolo, Pinot Nero | [ 16 ]                                                                         |
| Alta Langa                                                       | DOCG | Langhe     | r w Sw      | 80           | 5030             | 62,9         | 2011 (2002 DOC) | Schaumwein: Chardonnay, Stockdichte 4000/ha, Ertrag 11 t/ha, Rot: 90% Pinot Nero (Pinot Noir) | r: 3 Mon., Riserva 36 Mon., Schaumwein: Reifezeit 30 Mon., mit Jahrgangsangabe |
| Barbaresco                                                       | DOCG | Langhe     | r           | 677          | 31.300           | 46,2         | 1980 (1966 DOC) | 100 % Nebbiolo | 26 Mon, davon 9 im Fass                                                        |
| Barolo                                                           | DOCG | Langhe     | r           | 1982         | 97.800           | 49,3         | 1980 (1966 DOC) | Nebbiolo | 38 Mon., davon 18 Mon. im Fass, Riserva 62 Mon., davon 18 Mon. im Fass         |
| Dogliani                                                         | DOCG | Langhe     | r           | 387          | 19.300           | 49,9         | 2005 (1974 DOC) | 100% Dolcetto | 12 Mon.                                                                        |
| Dolcetto di Diano d’Alba oder Diano d’Alba                       | DOCG | Langhe     | r           | 132          | 5370             | 40,7         | 2010 (1974 DOC) | 100% Dolcetto | 12 Mon.                                                                        |
| Dolcetto di Ovada Superiore oder Ovada                           | DOCG | Langhe     | r           | 30           | 680              | 22,7         | 2008 (1972 DOC) | 100% Dolcetto | 12 Mon.                                                                        |
| Roero                                                            | DOCG | Langhe     | r w Sw (w)  | 843          | 48.900           | 58,0         | 2004 (1985 DOC) | mind 95% Nebbiolo, mind. 95% Arneis | Reifung mind. 20 Mon., w. mind. 4 Mon.                                         |
| Alba                                                             | DOC  | Langhe     | r           | 2            | 70               | 35,0         | 2010            | Nebbiolo (70–85%), Barbera (15–30%), max. 5% weitere zugel. Rebsorten | mind. 17 Mon. Reife, 9 Mon. im Holzfass                                        |
| Barbera d’Alba                                                   | DOC  | Langhe     | r           | 1300         | 79.600           | 61,2         | 2021 (DOC 1970) | Barbera (mind. 85%), Nebbiolo | 12 Mon., davon 4 Mon. Fass                                                     |
| Dolcetto d’Alba                                                  | DOC  | Langhe     | r           | 791          | 44.800           | 56,6         | 1974            | 100% Dolcetto | 12 Mon.                                                                        |
| Dolcetto di Ovada                                                | DOC  | Langhe     | r           | 318          | 12.400           | 39,0         | 2008 (1972 DOC) | 97% Dolcetto | [ 27 ]                                                                         |
| Nebbiolo d’Alba                                                  | DOC  | Langhe     | r Sw (r)    | 555          | 20.400           | 36,8         | 1970            | 100% Nebbiolo | 12 Mon., Schaumwein 6 Mon.                                                     |
| Verduno Pelaverga                                                | DOC  | Langhe     | r           | 19           | 1140             | 60,0         | 1995            | mind. 85% Pelaverga Piccolo | mind. 4 Mon.                                                                   |
| Monferrato                                                       | DOC  | Monferrato | r rs w      | 804          | 38.900           | 48,4         | 1994            | Barbera, Bonarda, Cabernet Franc, Cabernet Sauvignon, Dolcetto, Freisa, Grignolino, Nebbiolo, Pinot Nero – Cortese | Reifung rot 12 Mon.                                                            |
| Barbera del Monferrato                                           | DOCG | Monferrato | r           | 727          | 35.900           | 49,4         | 2008 (1970 DOC) | Barbera (mind. 85%), Freisa, Grignolino, Dolcetto (insg. max. 15%) | [ 31 ]                                                                         |
| Barbera del Monferrato Superiore                                 | DOCG | Monferrato | r           | 43           | 1500             | 34,9         | 2008 (1970 DOC) | Barbera (mind. 85%), Freisa, Grignolino, Dolcetto (insg. max. 15%) | 14 Mon. Reife, davon mind. 6 Mon. im Holzfass                                  |
| Gavi oder Cortese di Gavi oder Gavi di Gavi                      | DOCG | Monferrato | w Sw        | 1570         | 95.500           | 60,8         | 1998 (1974 DOC) | 100% Cortese | Schaumwein mind. 6 Mon. auf der Hefe                                           |
| Nizza                                                            | DOCG | Monferrato | r           | 244          | 4650             | 19,1         | 2014 (1970 DOC) | 100% Barbera | mind. 18 Mon., davon 6 Mon. im Fass                                            |
| Colli Tortonesi                                                  | DOC  | Monferrato | r rs w      | 253          | 7260             | 28,7         | 1973            | r: Aleatico, Barbera, Bonarda, Cabernet Franc, Cabernet Sauvignon, Croatina, Dolcetto, Freisa, Grignolino, Lambrusca di Alessandria, Merlot, Nebbiolo, Pinot Nero, Sangiovese | [ 35 ]                                                                         |
| Cortese dell’Alto Monferrato                                     | DOC  | Monferrato | w Sw        | 211          | 8350             | 39,6         | 1979            | 85% Cortese | [ 36 ]                                                                         |
| Dolcetto d’Acqui                                                 | DOC  | Monferrato | r           | 146          | 5360             | 36,7         | 1972            | 100% Dolcetto | 12 Mon.                                                                        |
| Gabiano                                                          | DOC  | Monferrato | r           | 1            | 30               | 30,0         | 1983            | 90–95% Barbera, 5–10% Freisa und/oder Grignolino | [ 38 ]                                                                         |
| Grignolino del Monferrato Casalese                               | DOC  | Monferrato | r           | 103          | 3760             | 36,5         | 1974            | mind. 95% Grignolino, 5% Barbera und/oder Freisa | [ 39 ]                                                                         |
| Rubino di Cantavenna                                             | DOC  | Monferrato | r           | 2            | 160              | 80,0         | 1970            | mind. 75–90% Barbera, 10–25% Freisa und/oder Grignolino | [ 40 ]                                                                         |
| Strevi                                                           | DOC  | Monferrato | Dw (w)      | 1            | 10               | 10,0         | 2005            | 100% Moscato Bianco | [ 41 ]                                                                         |
| Erbaluce di Caluso oder Caluso                                   | DOCG | Nord       | w Sw        | 213          | 6670             | 31,3         | 2010 (1967 DOC) | 100% Erbaluce | [ 42 ]                                                                         |
| Gattinara                                                        | DOCG | Nord       | r           | 93           | 4000             | 43,0         | 1990 (1967 DOC) | 90% Nebbiolo, 10% Uva Rara | 35 Mon., davon 24 Mon. im Fass                                                 |
| Ghemme                                                           | DOCG | Nord       | r           | 51           | 1060             | 20,8         | 1997 (1969 DOC) | mind. 85% Nebbiolo, maximum 15% Uva Rara und/oder Vespolina | Reifung mind. 34 Mon., davon 18 Mon. im Fass und 6 Mon. in der Flasche         |
| Boca                                                             | DOC  | Nord       | r           | 17           | 280              | 16,5         | 1969            | Nebbiolo (70–90%), Vespolina, Bonarda Novarese (Uva rara) | 34 Mon., davon 18 Mon. im Fass                                                 |
| Bramaterra                                                       | DOC  | Nord       | r           | 37           | 450              | 12,2         | 1979            | 50–80% Nebbiolo („Spanna“), max. 30% Croatina, max. 20% Uva Rara oder Vespolina | 22 Mon., davon 18 Mon. im Fass                                                 |
| Canavese                                                         | DOC  | Nord       | r rs w      | 114          | 3260             | 28,6         | 1996            | r: Barbera, Nebbiolo, rs: Minimum 60% Barbera, Bonarda, Freisa, Nebbiolo, Neretto di Bairo, Uva Rara, w: 100% Erbaluce | [ 47 ]                                                                         |
| Carema                                                           | DOC  | Nord       | r           | 18           | 430              | 23,9         | 1967            | 85% Nebbiolo | mind. 24 Mon., davon 12 Mon. im Fass                                           |
| Collina Torinese                                                 | DOC  | Nord       | r           | 14           | 170              | 12,1         | 1999            | 60% Barbera, mind. 25% Freisa, max. 15% andere zugel. Sorten, oder Barbera/Bonarda: 85% dieser Rebsorte, max. 15% andere zugel. Sorten, oder Cari: mind. 85% Pelaverga | [ 49 ]                                                                         |
| Colline Novaresi                                                 | DOC  | Nord       | r           | 14           | 725              | 51,8         | 1999            | 85% Barbera, auch Bonarda, Malvasia Nera, Pelaverga | [ 50 ]                                                                         |
| Colline Saluzzesi                                                | DOC  | Nord       | r rs        | 7            | 340              | 48,6         | 1996            | Barbera, Chatus, Nebbiolo, Pelaverga, Quagliano | 12 Mon., Schaumwein: 100% Quagliano                                            |
| Coste della Sesia                                                | DOC  | Nord       | r rs w      | 51           | 1800             | 35,3         | 1996            | 85% Nebbiolo, auch Croatina, Vespolina, w: 100% Erbaluce, rs: mind. 50% Nebbiolo | [ 52 ]                                                                         |
| Fara                                                             | DOC  | Nord       | r rs        | 5            | 180              | 36,0         | 1969            | 50–70% Nebbiolo, 30–50% Uva Rara und/oder Vespolina | 22 Mon., davon 12 im Fass                                                      |
| Freisa di Chieri                                                 | DOC  | Nord       | r Sw (r)    | 75           | 1640             | 21,9         | 1973            | 90% Freisa | [ 54 ]                                                                         |
| Lessona                                                          | DOC  | Nord       | r           | 23           | 250              | 10,9         | 1976            | mind. 85% Nebbiolo, 15% Uva Rara und/oder Vespolina | 22 Mon., davon 12 Mon. im Fass                                                 |
| Pinerolese                                                       | DOC  | Nord       | r rs        | 25           | 840              | 33,6         | 1996            | Avanà, Avarengo, Barbera, Becuet, Bonarda, Chatus, Dolcetto, Doux d’Henry, Freisa, Nebbiolo – rs: mind. 50% Barbera, sowie Bonarda, Chatus, und/oder Nebbiolo | [ 56 ]                                                                         |
| Sizzano                                                          | DOC  | Nord       | r           | 7            | 90               | 12,9         | 1969            | mind. 50–70% Nebbiolo, 30–50% Uva Rara und/oder Vespolina | 22 Mon., davon 16 Mon. im Fass                                                 |
| Valli Ossolane                                                   | DOC  | Nord       | r w         | 11           | 290              | 26,4         | 2009            | mind. 85% Nebbiolo oder mind. 60% Croatina, Merlot, und/oder Nebbiolo, w. mind. 60% Chardonnay | [ 58 ]                                                                         |
| Valsusa                                                          | DOC  | Nord       | r w         | 10           | 350              | 35,0         | 1997            | mind. 85% Avanà oder Becuet oder 60% Avanà, Barbera, Becuet, Dolcetto, and/or Neretta Cuneese, w. 85% Baratuciat | [ 59 ]                                                                         |

Abkürzungen
- Kl. Klassifizierung
- r Rotwein
- rs Roséwein
- w Weißwein
- Sw Schaumwein (weiß), Sw (r) Schaumwein (rot)
- Dw Dessertwein (Passito)